# 张次溪
张次溪（1909年—1968年9月9日），名仲锐、涵锐，字次溪，号江裁，别署燕归来主人、肇演、张大都、张四都，中國近現代作家、史學家，一生著述有200餘种。他曾任《民国日报》主编，是齊白石的學生，為齊白石寫過許多傳記，但也因依附袁世凱和汪精衛而受到批評。对北京历史典故熟稔，与张次溪有“京华掌故首金张”之说。

## 生平
张次溪原籍广东东莞，父张篁溪師從康有为。二十六岁時，张次溪加入顾颉刚主持的史学研究会，負責纂寫《北平志》。後來寫作《袁督师遗事遗稿汇辑》，認爲袁世凱是袁崇焕之后，因此“亡清者必袁”。日偽時期又寫作《汪精卫先生行实录》，汪精卫親自為其题识，後來還任張為淮海省教育厅长。1949年之後在北京師範大學任历史系资料员，寫成《李大钊先生传》，开“李学”之先河。但此書後一度被政府禁售。1957年患腦溢血，導致半身不遂。1958年與弟弟张仲葛合計將所居龙潭湖西岸的張園賣掉，後來生活日漸困頓。1959年7月12日顾颉刚日记中說：“又闻希白言，张次溪为白寿彝所裁，生活大成问题”。周作人致曹聚仁的信中也说：“张君病高血压，颇为严重，本不写稿，当劝以旧稿易钱，俾在港买药”。按其子所說，其所藏書籍在文化大革命中被盡數搶走，至1979年才發還部分，其餘大部分流入中国书店。1968年9月9日去世，周汝昌在《北斗京华》中寫到“有人说，他死得很惨。倘如此，一切俱不可问了”，谢其章認爲他死于紅衛兵之手。

## 著作
- 《清代燕都梨园史料》
- 《清代燕都梨园史料续编》
- 《北平史迹丛书》
- 《燕都风土丛书》
- 《白石老人自传》（张次溪整理，台版為《白石老人自述》）
- 《齐白石诗集》（原题《白石诗草二集》）
- 《白石诗剩》
- 《齐白石的一生》